# Re;Lord
《Re;Lord》是Escu:de發售的模擬類型成人遊戲。第一章於2014年6月27日發售，第二章於2015年5月29日發售，第三章於2017年7月28日發售。

## 系統
在遊戲中玩家要在方格地圖中使用不同形狀的方塊填補前進，在有限回合數內抵達目的地，在路途中玩家可以撿取道具、觸發角色劇情、接觸敵人引發戰鬥等。在戰鬥中採用即時制，玩家可以使用不同屬性的魔術瞄準敵人部位進行攻擊，也可以使用術式防禦敵人，與女主角戰鬥時可以破壞她的服裝。

## 故事
魔王國ザールラント在エーリカ、イリス、アリシア這三位魔女的侵略下，由於魔族早已習慣和平而無反抗之力，政府不得不將グローセン州割讓給她們。當地的多數居民也因為魔女的魔法失去原有的模樣。半年後ヴィルフリート為了奪回領地解救人們，在リア的協助下開始向魔女展開反擊。

## 角色
ヴィルフリート・ハイゼンベルク（聲優：古河徹人）
本作的男主角，グローセン州州長ダリウス的兒子。
リア・カロッサ（聲優：秋野花）
ヴィルフリート的青梅竹馬，由於魔女的魔法而變成妖精模樣。
エーリカ・アンデルス（聲優：上田朱音）
統治ヘルフォルト區的魔女。利用魔法將當地居民變成布偶模樣。
フィーネ・クラッセン（聲優：白月かなめ）
エーリカ的使徒兼親友。
イリス・クルーク（聲優：藤森ゆき奈）
統治ケルン區的魔女，於第二章開始登場。利用魔法將當地居民變成使魔模樣。
カヤ・ファルトマン（聲優：榛名れん）
イリス的使徒，於第二章開始登場。
アリシア・クローズ（聲優：蓬かすみ）
統治グライツ區的魔女，於第三章開始登場。

## 外部連結
- 第一章官方網站（页面存档备份，存于）（日語）
- 第二章官方網站（页面存档备份，存于）（日語）
- 第三章官方網站（页面存档备份，存于）（日語）